# CD 플라사 아마도르

CD 플라사 아마도르(Club Deportivo Plaza Amador)는 파나마의 수도인 파나마시티를 연고를 하는 축구팀이다. 이 팀은 1955년에 창단되었으며, 현재 리가 파나메냐에 참가하고 있다.

## 우승
- 리가 파나메냐: 6

1988, 1990, 1992, 2002, 2005, 2016C
- 코파 JVC: 1

1986

## 선수 명단

### 현역
- 리카르도 부이트라고(2004 ~ 2008, 2010 ~ 2011, 2013, 2014 ~ 2015, 2017, 2020 ~ )

## 역대 감독
| 감독                       | 임기        |
| -------------------------- | ----------- |
| 카를로스 가르시아 칸타레로 | 2012 ~ 2013 |

틀:리가 파나메냐